# C/2010 U3 Boattini
C/2010 U3 (Boattini) è la sedicesima cometa scoperta dall'astronomo italiano Andrea Boattini.
Si tratta di una cometa dalle caratteristiche inusuali, sia per il diametro del suo nucleo, dell'ordine dei 100 km, sia per la distanza perielica, a metà strada tra le orbite di Giove e Saturno, sia per il tempo della scoperta, quasi nove anni prima del passaggio al perielio.
I suoi elementi orbitali sono ancora relativamente incerti in quanto per precisarli occorrerà seguire la cometa lungo un maggior arco osservativo: gli ultimi dati (2018) indicano che si tratta di una cometa a lunghissimo periodo . Per osservarla occorrerà usare almeno dei telescopi di media grandezza.